# It's a Long Way to the Top (If You Wanna Rock 'n' Roll)
Singles de AC/DC
High Voltage
(1975) T.N.T.
(1976)
It's a Long Way to the Top (If You Wanna Rock 'n' Roll) est une chanson du groupe de hard rock australien AC/DC qui est sortie en single en Australie en 1975. La chanson est ensuite sortie sur l'album australien T.N.T. (sorti la même année uniquement en Océanie), puis re-sortie en version écourtée sur High Voltage version internationale (parue en 1976). La version non écourtée est présente sur l'album Volts du coffret Bonfire (sorti en 1997) et dans la version collector du coffret Backtracks (sorti en 2009).
La chanson est connue pour combiner des cornemuses avec des guitares électriques, une basse et une batterie.
Les bourdons de la cornemuse écossaise produisant uniquement un Si bémol, les instruments (guitares et basse) ont dû être accordés un 1/2 ton plus haut pour l'occasion sur la version studio, en concert le titre était joué normalement en la.
Le remplaçant de Bon Scott au sein d'AC/DC, Brian Johnson, ne voulut jamais reprendre la chanson en concert par respect pour son prédécesseur.
En 2004, la ville de Melbourne décida de renommer une de ses rues AC/DC Lane car cette rue se situe à côté de celle dans laquelle le clip vidéo de cette chanson a été filmé.

## Formation
- Bon Scott : Chants, cornemuse
- Angus Young : Guitare solo
- Malcolm Young : Guitare rythmique, chœurs
- Mark Evans : Basse, chœurs
- Phil Rudd : Batterie

- Producteurs: Harry Vanda et George Young

## Popularité
En mai 2001, Australasian Performing Rights Association (en) (APRA) célébra son 75e anniversaire en nommant les 30 meilleures chansons australiennes de tous les temps, nommé par un panel de 100 membres de l'industrie. It's a Long Way to the Top (If You Wanna Rock 'n' Roll) y fut classée 9e. La chanson est jouée régulièrement pendant les arrêts aux matches AFL au stade ANZ de Sydney ainsi qu'avant l'entrée des membres de Metallica sur scène lors d'un concert.
En 2010, la chanson a été classée 3e dans le classement de Triple M (en). Le top 5 n'est constitué que de chansons d'AC/DC.

## Reprises
- Nantucket Long Way to the Top (1980)
- John Farnham Age of Reason (1990)
- The Meanies Fuse Box - An Alternative Tribute (1995)
- Pat Boone In a Metal Mood: No More Mr. Nice Guy (1997)
- Motörhead Thunderbolt: A Tribute to AC/DC (1998)
- Dead Moon Destination X (1999)
- The Wiggles The Andrew Denton Breakfast Show - Musical Challenge (2000)
- Iced Earth (Tribute to the Gods (2002)
- Rawkus AC/DC: Hometown Tribute (2002)
- Sandra Weckert Bar Jazz (2003)
- Jack Black pour la bande originale de Rock Academy (2003)
- Thunderstruck (Bande originale) (2004)
- Dropkick Murphys The Singles Collection, Vol. 2 (2005)
- John Farnham & Tom Jones - Together in Concert (2005)
- Electric A Tribute to AC/DC (2006)
- Lemmy Cover Me In '80s Metal (Fantastic Price Records, 2006)
- Melbourne Ukulele Kollective, ABC-TV's Spicks and Specks (2006)
- Eric Fish Gegen den Strom (2007, as Ein langer Weg in German)
- Lucinda Williams (Little Honey (2008)
- Local H Pack Up The Cats B-Side
- Steve 'N' Seagulls sur leur album Brothers in Farms (2016)

Cette chanson a également été reprise par Jack Black dans le film Rock Academy avec tous les enfants du film.